# Accidente minero del Pozo San Nicolás
El accidente minero del Pozo San Nicolás se produjo el 31 de agosto de 1995 con el resultado de 14 mineros fallecidos. Se convirtió en el accidente más grave en toda la historia de la minería pública de España.

## Historia
Durante la madrugada del 31 de agosto de 1995, en la mina de carbón de Hunosa conocida como Nicolasa o pozo de San Nicolás, situada en la localidad asturiana de Ablaña, se produjo una explosión de grisú mientras 63 mineros trabajaban en la misma.
La explosión sucedió a 400 metros de profundidad en la capa octava del pozo, situada entre la cuarta y la quinta planta y donde en ese momento trabajaban 15 operarios, de los que solo uno sobrevivió. Los otros catorce trabajadores, de entre 29 y 49 años, fallecieron. Diez de ellos, pertenecían a Hunosa. Los otros cuatro mineros muertos eran de nacionalidad checa y procedían de la subcontrata SATRA. «Los catorce de Nicolasa», como se pasó a denominar a los fallecidos, fueron:  Anatolio Lorenzo Pedrosa, Jesús Trapiella, Luis Antonio Espeso, Eduardo Augusto Alves, Francisco Javier González, Elías Otero, Eugenio Martín Curieses, José Ignacio del Campo, Juan Manuel Álvarez, Manuel Ángel Fernández, Milan Rocek, Michal Klenot, Vlastimil Havlik y Miroslav Divoky.
Fueron el resto de mineros que trabajaban en ese turno quienes comenzaron las labores de rescate con el apoyo de autorespiradores, a las que se sumó poco después la Brigada Central de Salvamento Minero.
El funeral por los fallecidos se celebró dos días después en la Catedral de Oviedo, siendo presidido por el entonces Príncipe de Asturias Felipe de Borbón y al que asistieron miles de personas.

## Después del accidente
Tras el accidente, diferentes organismos realizaron investigaciones para determinar las causas que provocaron la explosión, llegando cada uno de ellos a diferentes versiones y sin que se haya alcanzado una conclusión definitiva. La hipótesis de los mineros supervivientes que se encontraban en el pozo en el momento del siniestro fue la explosión de una gran bolsa de grisú que se localizó en el interior de la mina ya que no se estaban empleando explosivos.
La Dirección Regional de Minas del Principado de Asturias concluyó que la causa más probable para el suceso fue la explosión de varios cartuchos de dinamita. Hunosa afirmó que se debió a una chispa en un electroventilador. Y, por otro lado, el sindicato CCOO en su propio informe, situó el origen del siniestro en el minador, la máquina extractora del carbón.
Por su parte, la comisión que se creó en el Parlamento de Asturias se cerró sin llegar a determinar las posibles causas, pero resaltando las deficiencias en materia de seguridad dentro del sector minero y advirtió del deficiente mantenimiento que tenían las instalaciones, así como del uso de componentes eléctricos sin homologar y la ausencia de indicadores de presencia de ventilación.

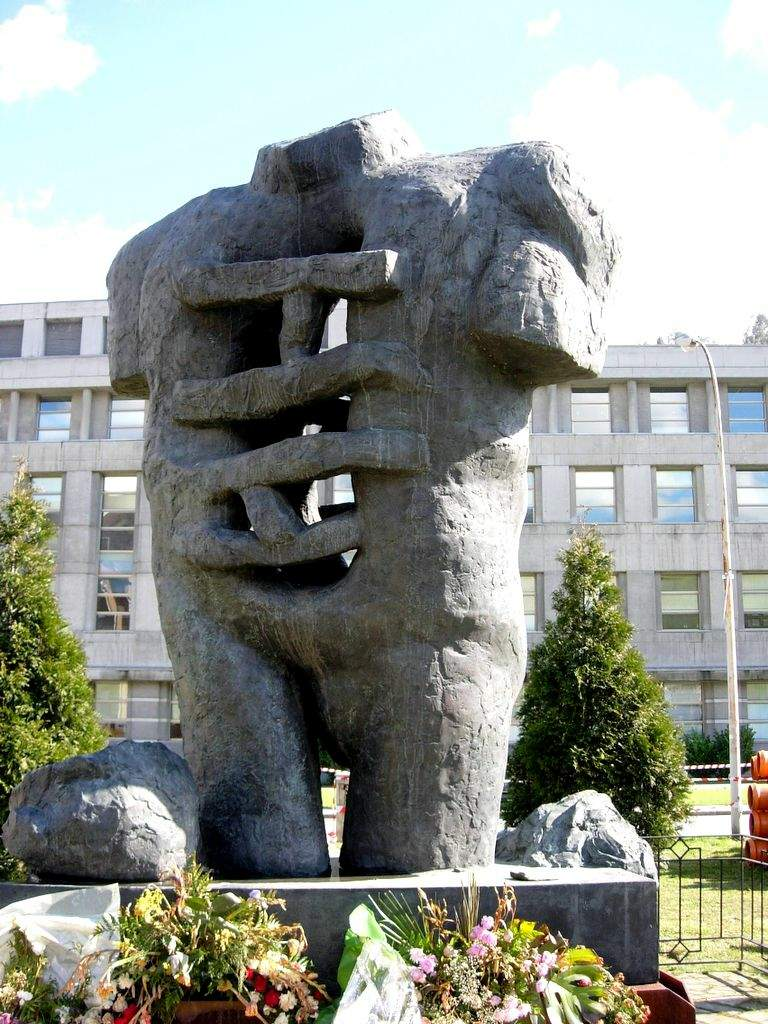
Monumento internacional al minero, erigido en Mieres en homenaje a los mineros fallecidos en el accidente del Pozo Nicolasa en 1995

Los tribunales atribuyeron parte de la responsabilidad a Hunosa, estableciendo que fue la deficiente ventilación la causa que provocó el siniestro. Esto, junto al informe publicado por la comisión del Parlamento asturiano, impulsó la modificación de los protocolos de seguridad en la minería pública española. Se establecieron cambios en la normativa para duplicar la ventilación en los fondos de saco, y se acotaron los límites de grisú, en el interior, al 0,5%. En la época del accidente, el límite de grisú en aire permitido era del 1,5% y hasta no alcanzar ese nivel, no se debían desconectar los dispositivos eléctricos y mecánicos. Además, se implantó una nueva norma que ordenaba que todos los trabajadores debían retirarse a la zona de embarque antes de disparar dinamita.

## Homenajes
El Gobierno del Principado de Asturias decretó tres días de luto oficial. El 4 de diciembre de 1996 se inauguró en Mieres el Monumento internacional al minero, en homenaje a los catorce fallecidos. Se trata de una escultura de bronce de Miguel Ángel Lombardía, que se financió por suscripción popular. Este monumento cuenta con una llama en su interior que se enciende cada 31 de agosto en honor a los mineros fallecidos en Nicolasa, pero también cada vez que se produce una tragedia en la minería.
En 1996, se estrenó el documental de José Antonio Quirós, Solas en la tierra, en el que participaron varias de las viudas de los mineros fallecidos en este y otros accidentes. En 2021, el mismo director estrenó el largometraje documental Lámpara oscura que recogía los testimonios de las viudas de «Los catorce de Nicolasa» veinticinco años después del accidente.